# Grundgebühr (Kostenrecht)
Die Grundgebühr ist ein mit der Einführung des Rechtsanwaltsvergütungsgesetzes geschaffener Gebührentatbestand, der die erstmalige Einarbeitung eines Rechtsanwalts in ein strafrechtliches oder bußgeldrechtliches Mandat honoriert.

## Anwendungsbereich
Die Grundgebühr erhält der Verteidiger oder ein ihm nach Vorb. 4 Abs. 1 gleichgestellter anwaltlicher Vertreter von Beteiligten für die im Zusammenhang mit der Mandatsübernahme entstehenden Kosten. Dabei ist es gleichgültig, ob das Mandatsverhältnis durch einen Anwaltsvertrag (Wahlverteidigung) oder durch eine Beiordnung als Pflichtverteidiger begründet wird. Wesentlich ist aber, dass überhaupt ein Mandatsverhältnis zu Stande kommt. Lehnt der Rechtsanwalt nach Erörterung des Sachverhalts die Übernahme des Mandats ab oder kommt der Mandant auf Grund des Erstgesprächs zu dem Schluss, kein Mandat erteilen zu wollen, ist für die Abrechnung der anwaltlichen Grundgebühr kein Raum; der Anwalt bleibt in diesem Falle auf die Geltendmachung einer Beratungsgebühr verwiesen.
Die Grundgebühr kann in jedem Verfahren nur einmal entstehen, wobei es aber gleichgültig ist, in welchem Stadium des Verfahrens das Mandatsverhältnis begründet wird: auch dem Rechtsanwalt, der erst im Rechtsmittelverfahren tätig wird, steht die Grundgebühr zu. Keine Grundgebühr fällt allerdings für Mandate im Strafvollstreckungsverfahren oder im Wiederaufnahmeverfahren an. Auch ein auf eine Einzeltätigkeit gerichtetes Mandat führt nicht zum Anfall der Grundgebühr.

## Gebührenhöhe
Die Grundgebühr ist eine Rahmengebühr. Im Strafverfahren fällt sie nach Nr. 4100 VV-RVG in der seit dem 1. Januar 2021 geltenden Fassung in Höhe von 44 € bis 396 € an. Die Mittelgebühr beträgt demnach 220 €, die abrechenbare Gebühr für den gerichtlich bestellten oder beigeordneten Anwalt 176 €.
Befindet sich der Mandant in Haft, entsteht die Gebühr nach Nr. 4101 VV-RVG mit Zuschlag in Höhe von 44 € bis 495 €, so dass sich eine Mittelgebühr von 269,50 € und eine Gebühr für den bestellten oder beigeordneten Anwalt von 216 € ergibt.
Im Ordnungswidrigkeitsverfahren fällt die Grundgebühr nach Nr. 5100 VV-RVG in Höhe von 33 € bis 187 € an. Die Mittelgebühr beträgt folglich 110 €, die abrechenbare Gebühr des gerichtlich bestellten oder beigeordneten Anwalts 88 €.

## Konkurrenzen
Die Grundgebühr fällt neben den sonstigen im Verfahren entstehenden Gebühren an. Ist allerdings zunächst eine Grundgebühr für das Ordnungswidrigkeitsverfahren entstanden und wird wegen derselben Sache ein strafrechtliches Mandat erteilt, so ist die Gebühr nach Nr. 5100 VV-RVG auf die Gebühr nach Nr. 4100 oder Nr. 4101 VV-RVG anzurechnen. Umgekehrt fällt eine Gebühr nach Nr. 5100 VV-RVG nicht an, wenn in derselben Sache bereits eine Gebühr nach Nr. 4100 VV-RVG entstanden ist.